# Auditori Barradas
L'Auditori Barradas és un auditori del barri Centre de L'Hospitalet de Llobregat. Sobretot s'hi fa música, però també teatre, dansa i cicles de conferències. L'auditori disposa d'un auditori amb 225 localitats, una sala d'estudis/polivalent amb capacitat per a 100 persones i dues sales d'exposicions. L'equipament rep el nom del pintor, il·lustrador i escenògraf uruguaià Rafael Barradas, una de les figures més destacades de l'avantguardisme de principi de segle xx, que va viure un temps en aquesta ciutat.
El 2010 s'hi van fer 60 concerts amb un total de 5233 assistents. Del juliol del 2012 i fins al 2013 va estar tancat per obres de remodelació per condicionar l'espai, climatització i millora de les instal·lacions. El 2014 va estrenar un sistema de venda d'entrades online. El 2017 va inaugurar una exposició feminista amb el nom Art en femení.